# Skorvtjärnen (Skellefteå socken, Västerbotten, 717705-173737)
Skorvtjärnen är en sjö i Skellefteå kommun i Västerbotten och ingår i Bureälvens huvudavrinningsområde. Sjön har en area på 0,0275 kvadratkilometer och ligger 128,5 meter över havet.

## Delavrinningsområde
Skorvtjärnen ingår i det delavrinningsområde (717635-173867) som SMHI kallar för Mynnar i Hjåggbölebäcken. Medelhöjden är 110 meter över havet och ytan är 10,89 kvadratkilometer. Det finns inga avrinningsområden uppströms utan avrinningsområdet är högsta punkten. Svartbäcken som avvattnar avrinningsområdet har biflödesordning 3, vilket innebär att vattnet flödar genom totalt 3 vattendrag innan det når havet efter 30 kilometer. Avrinningsområdet består mestadels av skog (77 procent). Avrinningsområdet har 0,03 kvadratkilometer vattenytor vilket ger det en sjöprocent på 0,3 procent.